# Power Rangers RPM
Power Rangers RPM – siedemnasty sezon amerykańskiego serialu dla dzieci i młodzieży Power Rangers, oparty na japońskim serialu tokusatsu Engine Sentai Go-Onger.
Seria Power Rangers RPM liczy łącznie 32 odcinki i jest ostatnią wyprodukowaną przez Disneya. Tym samym jest to sezon zamykają Erę Disneya w historii Power Rangers, rozpoczętą serią Power Rangers Ninja Storm. Amerykański producent postanowił zakończyć produkcję serialu, zaś po rebrandingu Jetix w Disney XD, z ramówki stacji usunięte zostały wszystkie emitowane serie Power Rangers. Tym samym premierowa emisja Power Rangers RPM została przeniesiona do ogólnotematycznej stacji ABC w paśmie ABC Kids.
Premiera produkcji odbyła się 7 marca 2009 roku w Stanach Zjednoczonych, na antenie stacji ABC. Finałowy odcinek został wyemitowany 26 grudnia 2009 roku na tym samym kanale.
Polska premiera serii miała miejsce 1 czerwca 2010 roku na antenie stacji Disney XD.
Power Rangers RPM uznawane jest przez większość fanów serialu za najbardziej mroczną serię w historii Power Rangers. Jest to także jedyna seria dziejąca się w równoległej rzeczywistości, innej niż pozostałe sezony marki.

## Fabuła
W świecie zniszczonym przez złośliwego, szybko rozwijającego się wirusa komputerowego, zwanego Venjixem, resztka ludzkości, która przetrwała zagładę, przebywa w ukrytym pod kopułą mieście Korynt. Ostatnią siłą pozostałą na Ziemi, zdolną to walki przeciwko komputerowemu zagrożeniu, to chroniący mieszkańców Koryntu Power Rangers RPM. Prowadzona przez genialną, ale nieuchwytną Doktor K, elitarna drużyna nastolatków jest przeszkolona w obsłudzie zaawansowanych kostiumów ochronnych oraz zaawansowanych technologicznie robotów w celu obrony miasta. Ale kiedy włóczęga cierpiący na amnezję, Dillon, przybywa pewnego dnia z wszechogarniającego Korynt pustkowia, wprowadza on do miasta swoje ciało pełne technologicznych implantów cybernetycznych Venjixa oraz sekret, który może albo ostatecznie doprowadzić do końca zagrożeń ze strony komputerowego wroga, albo do całkowitego podbicia planety przez Venjixa i wyginięcia ludzkiej rasy na zawsze.

## Obsada
Poniższa lista przedstawia głównych bohaterów serialu Power Rangers RPM wraz z nazwiskami odtwórców ról.

### Rangersi
| Ranger                            | Postać            | Aktor          |
| --------------------------------- | ----------------- | -------------- |
| Ranger Operator Serii Czerwonej   | Scott Truman      | Eka Darville   |
| Ranger Operator Serii Niebieskiej | Flynn McAllistair | Ari Boyland    |
| Ranger Operator Serii Żółtej      | Summer Landsdown  | Rose McIver    |
| Ranger Operator Serii Zielonej    | Ziggy Grover      | Milo Cawthorne |
| Ranger Operator Serii Czarnej     | Dillon            | Daniel Ewing   |
| Ranger Operator Serii Złotej      | Gem               | Mike Ginn      |
| Ranger Operator Serii Srebrnej    | Gemma             | Li Ming Hu     |

### Sojusznicy
- Doktor K (Olivia Tennet) – naukowiec, mentorka i twórca technologii rangersów
- Pułkownik Mason Truman (James Gaylyn) – dowódca sił obronnych Koryntu, ojciec Scotta

### Wrogowie
- Venjix (głos: Andrew Laing) – wirus komputerowy, który doprowadził do zgładzenia niemal całej ludzkości, główny antagonista serii
- Generał Crunch (głos: Charlie McDermott) – podwładny Venjixa
- Generał Shifter (głos: Mark Mitchinson) – podwładny Venjixa
- Tenaya 7 (Adelaide Kane) – półcyborg, zaginiona siostra Dillona
- Kilobajt (głos: Leighton Cardno) – podwładny Venjixa

## Muzyka tytułowa
Power Rangers RPM, to muzyka tytułowa serii Power Rangers RPM, wykorzystana m.in. w czołówce serialu. Dodatkowo utwór pojawiał się wielokrotnie w trakcie odcinków, w wersji z wokalem oraz instrumentalnej.
Utwór skomponował Stephen Hampton, zaś tekst piosenki napisał John Adair.
Pierwotnie przygotowano cztery różne dema muzyki tytułowej, ale kiedy okazało się, iż seria Power Rangers RPM ma mroczniejszy charakter, Disney nie zdecydował się na użycie któregoś z nich.

## Wersja polska
Opracowanie i udźwiękowienie wersji polskiej: Eurocom Studio

Reżyseria: Tomasz Marzecki

Tłumaczenie:
- Michał Urzykowski (odc. 1-9),
- Jakub Mituniewicz (odc. 10-13, 23-32)

Dialogi:
- Aleksandra Drzazga (odc. 1-2, 5-7),
- Maciej Wysocki (odc. 3-4, 8-13, 23-27),
- Hanna Górecka (odc. 28-32)

Dźwięk i montaż: Krzysztof Podolski

Kierownictwo produkcji: Marzena Omen-Wiśniewska

Udział wzięli:
- Jakub Szydłowski – Scott
- Tomasz Bednarek – Flynn
- Krystyna Kozanecka – Summer
- Tomasz Błasiak – Dillon
- Krzysztof Szczerbiński – Ziggy
- Anna Wiśniewska – Doktor K
- Agnieszka Maliszewska – Tenaya 7
- Paweł Szczesny – Pułkownik Truman
- Mikołaj Klimek – Venjix
- Aleksander Mikołajczak –
  - Generał Shifter,
  - Marcus Truman (odc. 7)
- Mieczysław Morański – Generał Crunch
- Julita Kożuszek-Borsuk –
  - Ludzki Głos Koryntu,
  - mama Penny
- Zbigniew Suszyński –
  - Hicks (odc. 1, 10)
  - instruktor prawa jazdy (odc. 6)
- Cynthia Kaszyńska – Vasquez
- Jarosław Domin –
  - Ronin (odc. 2),
  - ojciec Flynna (odc. 10),
- Janusz Wituch – Hektor (odc. 2)
- Włodzimierz Bednarski – Fresno Bob
- Maciej Kujawski –
  - Benny (odc. 6),
  - Martin Landsdown (odc. 8-9)
- Hanna Kinder-Kiss – Pielęgniarka w sierocińcu (odc. 6)
- Ewa Serwa – Clare Landsdown (odc. 8-9)
- Stefan Knothe –
  - Andrews (odc. 8-9)
  - dyspozytor straży pożarnej (odc. 10)
- Katarzyna Łaska –
  - matka z dzieckiem (odc. 7)
  - przyjaciółka Summer (odc. 8-9)
  - policjantka (odc. 10)
- Martyna Sommer

- Lektor: Tomasz Marzecki

## Spis odcinków
| Premiera w USA                        | Premiera w Polsce | N/o | Nr w serii | Polski tytuł              | Angielski tytuł        |
| ------------------------------------- | ----------------- | --- | ---------- | ------------------------- | ---------------------- |
|                                       |                   |     |            |                           |                        |
| SEZON SIEDEMNASTY – POWER RANGERS RPM |                   |     |            |                           |                        |
|                                       |                   |     |            |                           |                        |
| 07.03.2009                            | 01.06.2010        | 669 | 01         | Droga do Koryntu          | The Road to Corinth    |
|                                       |                   |     |            |                           |                        |
| 07.03.2009                            | 01.06.2010        | 670 | 02         | Wygaszenie                | Fade to Black          |
|                                       |                   |     |            |                           |                        |
| 14.03.2009                            | 01.06.2010        | 671 | 03         | Deszcz                    | Rain                   |
|                                       |                   |     |            |                           |                        |
| 21.03.2009                            | 02.06.2010        | 672 | 04         | Casting na Zielonego      | Go For the Green       |
|                                       |                   |     |            |                           |                        |
| 28.03.2009                            | 03.06.2010        | 673 | 05         | Uścisk dłoni              | Handshake              |
|                                       |                   |     |            |                           |                        |
| 04.04.2009                            | 04.06.2010        | 674 | 06         | Zielony Ranger            | Ranger Green           |
|                                       |                   |     |            |                           |                        |
| 11.04.2009                            | 05.06.2010        | 675 | 07         | Czerwony Ranger           | Ranger Red             |
|                                       |                   |     |            |                           |                        |
| 18.04.2009                            | 06.06.2010        | 676 | 08         | Żółta Rangerka            | Ranger Yellow          |
|                                       |                   |     |            | Żółta Rangerka            | Ranger Yellow          |
| 25.04.2009                            | 07.06.2010        | 677 | 09         | Żółta Rangerka            | Ranger Yellow          |
|                                       |                   |     |            |                           |                        |
| 02.05.2009                            | 08.06.2010        | 678 | 10         | Niebieski Ranger          | Ranger Blue            |
|                                       |                   |     |            |                           |                        |
| 09.05.2009                            | 09.06.2010        | 679 | 11         | Doktor K                  | Doctor K               |
|                                       |                   |     |            |                           |                        |
| 16.05.2009                            | 10.06.2010        | 680 | 12         | Wspomnienia               | Blitz                  |
|                                       |                   |     |            |                           |                        |
| 23.05.2009                            | 11.06.2010        | 681 | 13         | Wrogie przejęcie          | Brother’s Keeper       |
|                                       |                   |     |            |                           |                        |
| 13.06.2009                            | 12.06.2010        | 682 | 14         | Wcielony                  | Embodied               |
|                                       |                   |     |            |                           |                        |
| 20.06.2009                            | 13.06.2010        | 683 | 15         | Duchy                     | Ghosts                 |
|                                       |                   |     |            |                           |                        |
| 04.07.2009                            | 14.06.2010        | 684 | 16         | Albo tu, albo tam         | In or Out              |
|                                       |                   |     |            |                           |                        |
| 11.07.2009                            | 15.06.2010        | 685 | 17         | Więźniowie                | Prisoners              |
|                                       |                   |     |            |                           |                        |
| 01.08.2009                            | 16.06.2010        | 686 | 18         | Latający Wieloryb         | Belly of the Beast     |
|                                       |                   |     |            |                           |                        |
| 08.08.2009                            | 17.06.2010        | 687 | 19         | Co trzy głowy to nie dwie | Three’s A Crowd        |
|                                       |                   |     |            |                           |                        |
| 15.08.2009                            | 18.06.2010        | 688 | 20         | Bohaterowie są wśród nas  | Heroes Among Us        |
|                                       |                   |     |            |                           |                        |
| 22.08.2009                            | 19.06.2010        | 689 | 21         | Nie taki znowu zwykły     | Not So Simple          |
|                                       |                   |     |            |                           |                        |
| 05.09.2009                            | 20.06.2010        | 690 | 22         | Dobranoc, mężczyźni       | The Dome Dolls         |
|                                       |                   |     |            |                           |                        |
| 12.09.2009                            | 21.06.2010        | 691 | 23         | I... Akcja                | And... Action          |
|                                       |                   |     |            |                           |                        |
| 19.09.2009                            | 22.06.2010        | 692 | 24         | Problem z przeszłości     | Ancient History        |
|                                       |                   |     |            |                           |                        |
| 26.09.2009                            | 23.06.2010        | 693 | 25         | Klucz do przeszłości      | Key to the Past        |
|                                       |                   |     |            |                           |                        |
| 26.09.2009                            | 24.06.2010        | 694 | 26         | Bez wątpliwości           | Beyond a Doubt         |
|                                       |                   |     |            |                           |                        |
| 03.10.2009                            | 28.06.2010        | 695 | 27         | Control – Alt – Delete    | Control – Alt – Delete |
|                                       |                   |     |            |                           |                        |
| 03.10.2009                            | 29.06.2010        | 696 | 28         | Biegnij Ziggy, biegnij    | Run Ziggy Run          |
|                                       |                   |     |            |                           |                        |
| 19.12.2009                            | 30.06.2010        | 697 | 29         | Gdyby Venjix wygrał       | If Venjix Won          |
|                                       |                   |     |            |                           |                        |
| 19.12.2009                            | 01.07.2010        | 698 | 30         | Koniec gry                | End Game               |
|                                       |                   |     |            |                           |                        |
| 26.12.2009                            | 02.07.2010        | 699 | 31         | Ryzyko i Przeznaczenie    | Danger and Destiny     |
|                                       |                   |     |            | Ryzyko i Przeznaczenie    | Danger and Destiny     |
| 26.12.2009                            | 03.07.2010        | 700 | 32         | Ryzyko i Przeznaczenie    | Danger and Destiny     |
|                                       |                   |     |            |                           |                        |

## Ciekawostki
- Power Rangers RPM to pierwszy nowy sezon serialu od 2005 roku, posiadający nowego głównego producenta. Bruce’a Kalisha (który odszedł do prac nad Aaron Stone) zastąpił Eddie Guzelian, wcześniej pracujący nad serialami Amerykański Smok Jake Long oraz Kim Kolwiek, zaś RPM było jego pierwszym serialem aktorskim.
- Kilka miesięcy po rozpoczęciu produkcji, zwolniony został jeden ze scenarzystów, Jackiee Marchand. Twórca poinformował o tym fanów w internecie, twierdząc iż wybiera się na konferencję pokojową, robiąc aluzję do sposobu w jakim Austin St. John, Thuy Trang i Walter Jones odeszli z Mighty Morphin Power Rangers. Niedługo później, w połowie produkcji sezonu zwolniony został Eddie Guzelian, a w geście solidarności odeszli również scenarzyści – Matthew Negrete i Madellaine Paxson. Nowym głównym producentem został Judd Lynn, który wcześniej pracował nad Power Rangers do serii Power Rangers Time Force włącznie. Lynn musiał dokończyć pracę nad drugą połową sezonu Power Rangers RPM, pomimo trudnych kontaktów ze scenarzystami serialu.
- To pierwszy sezon, w którym napisy końcowe są emitowane w trakcie ostatniej sceny odcinka.
- To również pierwsza seria, w której zestaw kolorów podstawowych rangerów to czerwony, niebieski, żółty, zielony i czarny.
- To także pierwszy sezon, w którym dwóch rangerów jest klasyfikowanych do grona szóstych rangerów (Gem i Gemma jako Operatorzy Serii Złotej i Srebrnej).
- Venjix – imię głównego przeciwnika rangersów, zostało już wcześniej użyte w serii Power Rangers Wild Force, gdzie w odcinku Forever Red pojawił się Generał Venjix z Mechanicznego Imperium.
- W serialu nie została wyjaśniona kwestia czy RPM jest akronimem, choć dokumenty na stronie internetowej Bandai tłumaczyły RPM jako Racing Performance Machines.
- To jedyny sezon w historii, który był premierowo emitowany w Stanach Zjednoczonych wyłącznie w stacji ABC. Sytuacja ta była spowodowana zastąpieniem stacji Jetix przez Disney XD. W innych krajach, w zależności od tempa rebrandingu, Power Rangers RPM było emitowane na kanale Jetix lub Disney XD.
- To pierwszy sezon w historii, w którym jeden z czynnych członków drużyny trafia do więzienia (Ziggy Grover).
- To również pierwszy sezon, który bezpośrednio wspomina swojego japońskiego odpowiednika – Engine Sentai Go-Onger. Jeden z pojazdów, wchodzących w skład arsenału rangersów, nosi nazwę Go-Onger.
- Power Rangers RPM jest jednym z nielicznych sezonów, których akcja serialu jest zgoła odmienna aniżeli w adaptowanej produkcji. Engine Sentai Go-Onger jest w tematyce żyjących pojazdów mechanicznych, podczas gdy Power Rangers RPM dzieje się w postapokaliptycznej rzeczywistości.
- Szyld Jungle Karma Pizza, pizzerii w której pracowali rangersi z Power Rangers: Furia dżungli jest widoczny w Koryncie, choć jest to zupełnie inna lokalizacja niż w poprzednim sezonie serialu.
- To pierwszy sezon, który posiada odcinek prezentujący pracę za kulisami podczas powstawania serialu, w przeciwieństwie m.in. do Operacji Overdrive, dla których były to wyłącznie odcinki specjalne. Pomimo pokazywania kulis powstania serii, w And... Action wszyscy aktorzy grają role swoich serialowych postaci, a nie występują osobiście.
- W odcinku Ancient History, Tenaya 7 znalazła w budynku Alfabetycznej Zupy zmodyfikowaną wersję kasku Czerwonego Overdrive Rangera, noszonego przez Macka Hartforda z serii Power Rangers: Operacja Overdrive. Jednakże nie mógł to być ten sam kask, gdyż akcja Power Rangers RPM toczy się w równoległej rzeczywistości.
- Power Rangers RPM to pierwszy sezon od czasów Power Rangers Turbo, którego premiera nie odbyła się w lutym, a także pierwsza seria od czasów Mighty Morphin Power Rangers, która emitowała premierowe odcinki w grudniu.
- Seria Power Rangers RPM planowana była jako ostatnia w historii serialu. W 2010 roku Disney nie wyprodukował nowego sezonu, tylko wyemitował zremasterowaną wersję pierwszych 32 odcinków Mighty Morphin Power Rangers. Jednak w tym samym roku, Haim Saban odkupił od Disneya wszelkie prawa do marki Power Rangers (również do serii wyprodukowanych w Erze Disneya), a następnie ogłosił na 2011 rok premierę osiemnastego sezonu, zatytułowanego Power Rangers Samurai.
- Finałowy odcinek serii, Danger and Destiny, part II, to jednocześnie 700. odcinek w całej historii Power Rangers.
- Power Rangers RPM to ostatni sezon Power Rangers emitowany w pierwszej dekadzie XXI wieku (2001-2010).
- To ostatni sezon emitowany w Stanach Zjednoczonych w paśmie ABC Kids.
- Power Rangers RPM to jedyny sezon w historii, którego akcja toczy się w równoległej rzeczywistości, innej niż pozostałe inkarnacje serialu. Zostało to potwierdzone w odcinku Clash of the Red Rangers w Power Rangers Samurai.
- To również pierwszy sezon, w którym w podstawowym składzie rangersów znajduje się zarówno zielony, jak i czarny ranger, a także pierwsza seria, w której w jednej drużynie są złoty i srebrny ranger. Obie sytuacje powtórzą się w sezonie Power Rangers Dino Charge/Dino Super Charge.
- To pierwszy sezon, który kończy się cliffhangerem, który nie zostaje rozwiązany w kolejnej serii.
- To także pierwsza seria od czasów Power Rangers Wild Force, w której nie wszyscy rangersi posiadają dodatkowe moce, z których mogą korzystać bez potrzeby morfowania.
- To pierwsza seria od czasów Power Rangers Ninja Storm, w której sekwencja czołówkowa zaczyna się monologiem narratora, który poprzedza piosenkę.
- To ostatni do tej pory sezon, w którym nie pojawia się różowy ranger.
- Power Rangers RPM jest uznawane za mroczną i najbardziej poważną serię Power Rangers w historii. Jednocześnie japoński odpowiednik tego sezonu – Engine Sentai Go-Onger, uznawany jest za jedną z najlżejszych i humorystycznych serii w historii Super Sentai.
- To sezon, który zamyka Erę Disneya (2003-2009), trzecią erę w historii Power Rangers, po Erze Zordona (1993-1998) i Erze postzordonowej (1999-2002).